# Pysar och sländor (film)
Pysar och sländor (originaltitel: Guys and Dolls) är en amerikansk musikalfilm från 1955, skriven och regisserad av Joseph L. Mankiewicz. Huvudrollerna spelas av Marlon Brando, Jean Simmons, Frank Sinatra och Vivian Blaine.
Filmen är baserad på musikalen med samma namn från 1950 av Frank Loesser, Jo Swerling och Abe Burrows, som i sin tur är baserad på de två novellerna "The Idyll of Miss Sarah Brown" och "Blood Pressure" av Damon Runyon.